# Dream of a Lifetime
Dream of a Lifetime prvi je studijski album od američkog soul glazbenika Marvina Gayea, koji postumno izlazi u svibnju 1985. godine, a objavljuje ga diskografska kuća 'Columbia Records'.
Materijal na albumu sastoji se od skladbi iz vremena kasnih 1970-ih, koje je Gaye mikasa prije nego što je tragično preminuo od ruke svoga oca 1. travnja 1984. godine, a izvađene su iz arhiva izdavača 'Motowna'.
Skladba "Sanctified Lady" (originalnog naziva "Sanctified Pussy"), dovršena je od strane Gordona Banksa i objavljena kao singl, te se našla na #2 američke R&B top ljestvice. Drugi singl "It's Madness" našao se na skromnom #55 istog grafikona i Gayev posljednji singl "My Last Chance", šest godina kasnije (1991.), dolazi na #16 iste ljestvice.
Dream of a Lifetime zauzima #8 na ljestvicama R&B albuma i #41 pop albuma.

## Popis pjesama
1. "Sanctified Lady" (Gordon Banks, Gaye)  – 5:25
2. "Savage in the Sack" (Gaye)  – 3:20
3. "Masochistic Beauty" (Banks, Gaye)  – 4:39
4. "It's Madness" (Gaye)  – 3:21
5. "Ain't It Funny (How Things Turn Around)" (Gaye)  – 4:54
6. "Symphony" (Gaye, Smokey Robinson)  – 2:50
7. "Life's Opera" (Gaye, Ivy Hunter)  – 7:42
8. "Dream of a Lifetime" (Gaye)  – 3:49

## Vanjske poveznice
- Discogs.com - Marvin Gaye - Dream Of A Lifetime